# جودت سعيد
جودت بن سعيد بن محمد (9 فبراير 1931 - 30 يناير 2022)، هو مفكر سوري شركسي. وهو مفكر إسلامي معاصر، يعتبر امتدادًا لمدرسة المفكرين الإسلاميين الكبيرين، الأستاذ مالك بن نبي ومن قبله محمد إقبال.
توفي جودت سعيد في مدينة إسطنبول في 30 يناير عام 2022 قبل أيام من عيد ميلاده الحادي والتسعين.

## نبذة عن حياته
ولد بقرية بئر عجم التابعة للجولان في سوريا عام 1931م، كانت دراسته الابتدائية في مدينة القنيطرة، ثم أرسله والده لمتابعة دراسته في مصر (الأزهر الشريف) في عام 1946م. فأتم هناك المرحلة الثانوية، والتحق بكلية اللغة العربية، ليحصل على إجازة في اللغة العربية منها.
تعرف على الأستاذ مالك بن نبي في آخر مراحل وجوده في مصر من خلال كتاب شروط النهضة، فشعر بنكهة جديدة تقدمها كتابات الرجل، ثم واتته فرصة لقاءه والتعرف عليه شخصياً قبل مغادرة مصر نهائياً.
زار السعودية بعد ذلك ليقضي فيها نحو عام، أعلن في أثنائها اتحاد سوريا ومصر وتأسيس الجمهورية العربية المتحدة. ثم عاد إلى سوريا لتأدية الخدمة العسكرية، وأثناء وجوده في صفوف الجيش حدثت واقعة الانفصال. وفي حين امتثل الجميع لأوامر القادة في قطعته العسكرية، أعلن رفضه ومعارضته المشاركة في أي تحرك عسكري، مما دفع القادة المسؤولين عنه إلى حجزه في الإقامة الجبرية، ولم يغادرها إلا بعد انقضاء الأمر.
أنهى خدمته العسكرية ليعين مدرسًا للغة العربية في ثانويات دمشق، وما لبث أن اعتقل لنشاطه الفكري. وتكررت الاعتقالات، ورغم صدور قرارات بنقله إلى مختلف مناطق سورية إلا أنه لم يترك مجال التدريس إلا بعد أن صرف من عمله في نهاية الستينات.
بعد حرب 1973، حررت مدينة القنيطرة وبعضًا من قرى الجولان السوري المحتل، وكانت من ضمن القرى المحررة قرية بئرعجم. فقرر العودة والاستقرار هناك وإعادة ترميم المنزل مع عائلته ووالده وإخوته، وما زال يعيش هناك، يعمل في تربية النحل، والزراعة، ويمارس نشاطه الفكري والثقافي، ومتابعاً للتطورات والنقاشات في الساحة العربية والإسلامية والعالمية.
لجودت بنت واحدة هي كوثر وولدين سعد وبشر.

## أفكاره
يعرف جودت سعيد بأنه داعية اللاعنف في العالم الإسلامي أو غاندي العالم العربي. وقد عبر عن سعادته بهذا الوصف في مناسبات عدة، وكان أول ما كتبه في مطلع الستينيات كتابه (مذهب ابن آدم الأول، أو مشكلة العنف في العمل الإسلامي) وهو يناقش مبدأ اللاعنف وعلاقته الجذرية بالإسلام، لكن يمكن للبعض أن يرى أن القصد من وراء الامتناع عن استخدام العنف أو القوة هو في واقع الأمر اللجوء إلى العقل والتفكير. لذلك كانت دعوته إلى اللاعنف دعوة للعقل في أساسها.
يبصر جودت سعيد القرآن من خلال العالم، والعالم من خلال القرآن، وتنطلق الأفكار المفتاحية في عالمه الفكري من باب التوحيد، فهو يرى أن «التوحيد مسألة سياسة اجتماعية وليست مسألة ميتافيزيقية إلهية»، بمعنى أن توحيد الله في السماء، يعني المساواة بين البشر على الأرض، فيساوي بين العبارات الثلاث في الآية القرآنية الكريمة: (ألا نعبد إلا الله، ولا نشرك به شيئاً، ولا يتخذ بعضنا بعضاً ارباباً من دون الله).
وهو ينطلق من الآية القرآنية (سنريهم آياتنا في الآفاق وفي أنفسهم حتى يتبين لهم أنه الحق)، فيفهم منها أن «آيات الأفاق والأنفس، أي سنن الله في الكون، وتجارب البشر والأحداث والتاريخ البشري، كل هذه ستكون الدليل على صحة وصدق القرآن. مما يعني أن التاريخ والتجارب هي مرجع القرآن ودليل صدق ما فيه من قوانين»، وهذا ما دفع البعض لاعتباره مفكراً مادياً، يبشر بمذهب مادي.
من الأفكار المفتاحية فكرة (الزيادة في الخلق) فالعالم بحسب فهم جودت للقرآن «لم يخلق وانتهى، أي لم يكتمل خلقه، وإنما لا يزال يخلق»، فالقرآن يقول (يزيد في الخلق ما يشاء) و (يخلق ما لا تعلمون). واعتماداً على ذلك وضع جودت سعيد مرتبة جديدة من مراتب الوجود، وهي «الوجود السنني». أي وجود الشيء كقانون وسنة حتى قبل وجوده بالفعل.
يتكرر «مفهوم النفعية» في فكر سعيد بكثرة، معتمداً على النص القرآني (كذلك يضرب الله الحق والباطل، فأما الزبد فيذهب جفاء وأما ما ينفع الناس فيمكث في الأرض) فيعتبر أن «النافع هو ما سيبقى في الأرض وأن الزبد هو ما سيذهب جفاء»، وأن «النافع هو المقدس»، وأن «الحق والباطل إذا ما أعطيا فرصاً متكافئة فإن الباطل سيزول والحق سيبقى».

## من مؤلفاته

### مذهب ابن آدم الأول
قدم جودت سعيد من خلال كتابه (مذهب ابن آدم الأول ـ أو مشكلة العنف في العمل الإسلامي) تصوره لفكرة نبذ العنف في العمل الإسلامي، وقد اهتم بشرح قصة ابني آدم الواردة في القرآن واستنباط فكرة اللاعنف في الإسلام منها ومن أحاديث نبوية أخرى. ومفاد القصة أن ابني آدم قربا قرباناً، فتم قبول قربان أحدهما ورفض قربان الآخر، فهدد الأخير بقتل صاحبه، بينما رفض الأول الرد على عنف أخيه أو حتى الدفاع عن نفسه.
ظهر الكتاب في منتصف الستينيات من القرن العشرين، قبل بروز التيار الإخواني في سورية ووقوع حوادث العنف والاعتقالات الواسعة، ولعل تجربة جودت سعيد في مصر، ومشاهدته لما جرت عليه الأمور بين السلطة والإخوان، جعله يتوقع تكرار نفس التجربة في سورية، ولم يكتب جودت سعيد كتابه إلا بعد أن جرى اعتقاله على خلفية نشاطه الفكري، وبعد تجربة الاعتقال شعر أن من الضروري توثيق بعض الأفكار التي كان يفكر بها وخصوصاً المتعلقة باللاعنف، فكان كتاب مذهب ابن آدم الأول.
وقد بين جودت سعيد في كتابه الفروق بين الجهاد في مرحلة بناء الدولة، وبين الجهاد بعد ذلك، وكان هذا في معرض رده على بعض الشبه المثارة حول فكرة اللاعنف وتناقضها مع الجهاد بمعنى القتال، وهو ما ثبت أن الرسول (صلى الله عليه وسلم) قد مارسه أثناء دعوته. ويأتي الجهاد في مرحلة بناء الدولة أو الحكم الراشد أو الديمقراطية جهاداً لا عنفياً حصراً حسب جودت سعيد، فلا يجوز الوصول إلى السلطة والحكم بالقوة وبالسيف، فكل من أخذ بالسيف بالسيف يهلك، والتغيير بالقوة لا يغير المجتمع وإنما يذهب هرقل ويأتي هرقل، ولذلك فقد منع الرسول (صلى الله عليه وسلم) أصحابه من الدفاع عن أنفسهم أثناء وجودهم في مكة، وإنما سمح لهم الجهاد بالسيف بعد أن تشكل المجتمع الراشد في المدينة بدون ممارسة عنف وإنما بإقناع الناس، وعندما يتشكل المجتمع الراشد يصبح من واجبه نصرة المظلومين والدفاع عن سلامته.

### حتى يغيروا ما بأنفسهم
ينطلق الكاتب من قول القرآن: (إن الله لا يغير ما بقوم حتى يغيروا ما بأنفسهم)، ويعتمد عليها في فهم أولوية التغيير الخاص بالنفس على أي تغيير آخر من أجل حل المشاكل. الكتاب من تقديم الإستاذ الكبير مالك بن نبي، الذي قال في مقدمته تلك:
((وكأنما الأخ جودت سعيد ينقلُ هذه القضية من مجال الطبيعة إلى مجال التاريخ.
إن من يؤمن بمراحل التاريخ مثله قد تستعصي عليه فكرة تطويع التاريخ لمبدأ التغيير، مع هذا فهو يحاول تخليص مفهوم التغيير الاجتماعي من قيود السببية المقيدة، كما تربطه بها النظرة الشائعة عند المؤرخين، أمثال ج. أ. طوينبي، الذين يرون أن الأشياء في التاريخ تسير طبقاً لسببية مرحلية.
والأَشياءُ تَسيرُ فِعْلاً كَذَلِكَ إِنْ تُرِكَتْ لِشأْنها.
وإنما الأخ جودت سعيد يعلم، كمسلم متشبع بالثقافة الإسلامية، أن التغيير، أي التاريخ، يخضع أيضاً لقانون النفوس.))
ويؤكد جودت سعيد في كتابه أن السنة الموجودة في الآية، سنة عامة تنطبق على كل البشر، وليست خاصة بالمسلمين. وأنها سنَّة اجتماعية لا سنَّة فردية، وأن في آية التغيير تغييران: تغيير يؤديه الله وتغيير يقوم به القوم، وأن التغيير الأول نتيجة للتغيير الثاني، فالله لن يغير حتى يقوم القوم بالتغيير أولاً. كما أن مجال التغيير الذي يحدثه الله، هو ما بالقوم، والتغيير الذي أسنده الله إلى القوم، مجاله ما بأنفس القوم.
يختم الكاتب كتابه بقوله:
((كم من حقائق قرآنية أولية بسيطة على مسمع كل أحد في قارعة الطريق! ولكن مع هذا كله لا ينتبه إليها منتبه! وكم من المصائب التي تسد علينا منافذ الحياة تنشأ عن هذا النسيان وعدم الانتباه! وكم من الآلاف المؤلفة من الشباب يصابون بخيبة أمل، أو بخلخلة في ثقتهم بجدية المنهج الديني حين يكشفون الحقيقة، لأنهم يعيشون على الوهم متقوقعين! ثم كم من الشباب يصابون بالشك في الدين إطلاقاً، ويظهر عليهم آثار ذلك بأساليب مختلفة، لكل موسم ما يناسبه، وليس آخرها أصحاب الشعور الطويلة الذين يملأون الأسواق … إنه الامتلاء بالأوهام. أجل إنها مشكلة مجتمع، مشكلة جيل ضائع متخم بالأوهام، ومجاعة من إدراك سنة الحياة)).

### فقدان التوازن الاجتماعي
يدرس الكتاب إنسان مجتمعنا الذي يتردد بين مبدئه وضغط الواقع. ويبين أن الانفصام الاجتماعي الذي يعانيه مسلم اليوم، هو الذي يفقده توازنه ويحمله على الانسحاب من المجتمع أو الذوبان فيه. وأن من الشروط الأساسية لتحقيق التوازن الاجتماعي:
- أن ندخل المجتمع ونحن نعتقد أن لدينا عقيدة تنقذه.
- أن ندخل المجتمع لنغيرِّه، لا لنقلِّده.
- أن نقدم الإيمان بأدلته من عالم الشهادة.
ويناقش الكتاب مسألة اللباس الإسلامي، ويقول بأنه لو فُهم ما يتطلبه هذا اللباس من الثقافة أو الروح التي تعطي المبرر والمسوّغ له، لساعد هذا الفهم على حل كثير من المشكلات، ولكن الانفصام الاجتماعي الذي يعانيه مسلم اليوم الذي يفقده توازنه في هذا الموضوع، فلا يتمكن من أن يكيَّف ضغط الواقع مع مقتضيات المبدأ إلا بشيء من التلفيق.

### العمل قدرة وإرادة
يقول الكاتب بأنه إذا ما توافرت للعمل الإرادة الجازمة، والقدرة التامة مع استيفاء شروطه وانتفاء موانعه، وجب وجود الفعل ضرورة، وتم حصول العمل بإذن الله. ويبادر إلى الإعلان بأن لدى المسلمين من الإرادة والقدرة المادية ما يمكنهم من الانطلاق نحو حل مشكلاتهم والمشاركة في التأثير في أحداث العالم ومواجهة الغزو الاستعماري والفكري، لكنه يضيف بأن عوزهم الحقيقي في القدرات الفهمية لسنن تغيير النفس والمجتمعات، إذ إنهم يسلكون - في سبيل التغيير - سبيل المطالبة بالحقوق، لا سبيل أداء الواجبات، ويهتمون بتنظيم الدولة لا بإنشاء المجتمع، ويعتمدون أسلوب العنف والإكراه - في العمل الإسلامي - لا أسلوب الإقناع العلمي والتفهيم...

### الإنسان حين يكون كلاً وحين يكون عدلاً
ينطلق المؤلف من شرح قول القرآن: ((وضرب الله مثلاً رجلين أحدهما أبكم لا يقدر على شيء وهو كلّ على مولاه أينما يوجهه لا يأت بخير. هل يستوي هو ومن يأمر بالعدل وهو على صراط مستقيم)).
ويهدف إلى بيان أن البشر يمكنهم باستخدام سنن تغيير النفس والمجتمع، رفع أو خفض مستوى الأفراد والمجتمعات. ويشرح فكرة (الفعالية)، ويبين أن أهم شروطها:
- أن نبحث أسباب الأحداث، ونعترف بجهد الإنسان فيها.
- أن يتحرك الإنسان بين حدّي الرجاء والخوف، من أجل خير يجلبه أو شر يدفعه.

ويذكر في المقدمة قصة تأليف الكتاب إذ يقول:
"منذ أن بدأت أفكر في مشكلة تخلف المسلمين ورأيت أن هذا الموضوع يستحقّ أن يخصِّص المرء نفسه له، كان يصاحب تفكيري هذا أهمية دور المرأة في هذه المشكلة. ولتحقيق هذا الدور كنت أولي اهتمامي بأخواتي في أن يشارِكنَ في هذا فِكراً وعملاً، ورأيتُ أن محاولاتي تعطي نتائج جيدة، وكنتُ أشعر أن المحصول الذي يرجع إلى من الجهد الذي أبذله أوفى مما كنت أتوقعه في مجالات شتى مما دعم ما كنت أفكر فيه أولاً. فكان مما يثبتني في السير على الطريق التفهم الذي كنت أجده منهن، والحرص الذي بذلنه في تحقيق الفكر والعمل مما يجعلني أزداد صلة بنفس الأفكار التي نبحثها معاً، وكنَّ يحرصنَ على تسجيل الآراء التي كنا نتعرض لها أثناء البحث مما لم أكن أتوقع لها ما يتوقعن ويأملن. واليوم أتقبل ما تقدمه أختي (في إشارة إلى ليلى سعيد) إلى من هذه الأبحاث التي رأينا فيها الفائدة، وأوافق على نشرها باسمي. دمشق 24/12/1388 هـ

### اقرأ وربك الأكرم
إن التسرع في إدانة العلم يحمل إلى صاحبه خسارة كبرى، كما يقول الكاتب، لأنه لن ينقذه غير العلم، ولأن ما يدينه إما أن يكون علماً فيُقبل أو جهلاً فيرفض ونعرض عنه، وعلينا ألا نخلط بينهما فنظن الجهل علماً والخطأ صواباً فننكر العلم ونصوب الخطأ، فنجني على العلم والصواب، ونحن نتوهم أننا نخدم آراءنا ونحمي عقائدنا ونبني دعائم المستقبل لنا ولأجيالنا ولبني آدم عامة، بينما نحن في الواقع نهدم أنفسنا ونبلبل أفهام الأجيال ونضع العقبات أمامهم.
ويذكر الكاتب في كتابه ما يشيع في كتابات بعض المسلمين، أو يقدَّم من ثقافة عامة للجيل توحي بأن العلم عاجز عن حل مشكلاتنا، وتسحب الثقة من العلم وتضعه في موضع الإدانة، ويبين بأن ذلك مناقض لمنهج القرآن الذي يقرر: (ويرى الذين أوتوا العلم الذي أنزل إليك من ربك هو الحق) سبأ / 6، ويقول : (ولا تقف ما ليس لك به علم) الإسراء/ 36.

### كن كابن آدم
يتسائل الكاتب في معرض تعليقه على عنوان كتابه «كن كابن آدم» المأخوذ من نص حديث للرسول (ص)، هل حقاً أن هذا الكلام قاله رسول الله؟ فإذا كان الذي قال هذا الكلام هو رسول الله، فلماذا كان هذا الكلام موضع استهزاء وسخرية؟
ويعلق على من يقول له على الملأ، منكراً هذا الكلام: أنا أريد أن أدخل الجنة شاهراً سيفي، مرفوع الرأس، لا مطأطئ الرأس مستسلماً كابن آدم. والكلام الذي من هذا النوع كثير وكثير جداً.
يضيف جودت سعيد في كتابه: إذا كان هذا كلاماً قاله الرسول؛ فلماذا هذا الكلام منبوذ ومستهجن إلى هذه الدرجة، وبهذا الشكل من الإجماع؟ ثم ما معنى الإجماع، وكيف يتكون؟
لماذا لم يذكر المسلمون هذا الحديث، ولم يستشهدوا به في شروحاتهم؟ بل لماذا يكتبوا حوله كتاباً خاصاً ما كتبوا حول أحاديث أو آيات معينة؟

### رياح التغيير
الكتاب يدور في مجمله حول التغيير، ويجد القارئ فيه بحثا لمواضيع كثيرة، فهو يبحث في اللغة وعلاقتها بالواقع، والتاريخ الإنساني وكيفية الاستفادة منه، والعنف والسلم، ومنهج الأنبياء في التغيير، وأهمية الشريعة والقانون في المجتمعات الإنسانية، وأصول نظام الحكم في الإسلام... ويسعى المؤلف من دراسته لهذه المواضيع إلى تغيير نظرة الناس إليها وإلى الأساليب الواجب اتباعها للتعامل مع النص والواقع بمنهج تاريخي وقراني وعلمي، وهو يضع نماذج لهذا التعامل القائم على دراسة الواقع، والاعتراف بحتمية وصرامة القوانين التي بثها الله في الآفاق والأنفس.
- الإسلام والغرب والديمقراطية
- الدين والقانون، رؤية قرآنية

### مؤلفات بالاشتراك
- الحوار سبيل التعايش، ندوة مطبوعة.
- التغيير مفهومه وترافقه، ندوة مطبوعة.
- مقدمة كتاب (أيها المحلفون: الله لا الملك) لمولانا محمد علي.

### كتب عنه
- الهجرة إلى الإسلام، إبراهيم محمود، دار الفكر، دمشق.
- النزعات المادية، عادل التل، دار البينة، 1995.
- جودت سعيد بين حديث الأفكار وصمت العلوم منير أحمد الزعبي مكتبة دار الفارابي دمشق

## روابط خارجية
- موقع جودت سعيد
- تعريف بجودت سعيد من موقع قنطرة
- نقد كتابات المفكر العلماني جودت سعيد، عادل التل (موقع معارض)